# Шамраево
Шамраево (укр. Шамраєве) — село в Благовещенской городской общине Голованевского района Кировоградской области Украины.
До 2020 года входило в Благовещенский район.
По легенде село было основано казаком Шамраем в конце 16 века. Однако больше 100 лет Шамраево оставалось небольшим хуторком, и лишь в начале 18 века начало активно разрастаться. И уже в 1836 году Шуберт отметил его на карте как село в 70 дворов. После реформ Столыпина вокруг села образовалось несколько хуторов, которые после прихода советской власти полностью исчезли спустя нескольких десятилетий.

## Расположение
Село некогда располагалось на расстоянии 5 километров от райцентра Благовещенское, но в 1970-х гг. практически слилась с ним. В Шамраево, однако, по сравнению с самим Благовещенским, преобладают личные усадьбы, а не плотно застроенный частный сектор с малоэтажками, как в самом Благовещенском.

## Население
Население, достигшее пика в 1970-х, в настоящее время сокращается вследствие высокой естественной убыли. По переписи 2001 года составляло 1913 человек. По данным 2025 года составляет 1491 человек.

## Экономика
В прошлом большинство населения было занято в сельском хозяйстве местного колхоза на выращивании пшеницы, сахарной свеклы, скота (коровы, свиньи), птицы, а также работало в самом райцентре. Колхоз продолжал существовать, с некоторыми периодами оживления, до начала XXI века, однако постепенно разорился. С конца 1980-х гг. экономика и занятость переживают глубокий кризис.